# Lamjuhang
Lamjuhang is een bestuurslaag in het regentschap Aceh Besar van de provincie Atjeh, Indonesië. Lamjuhang telt 638 inwoners (volkstelling 2010).